# Robert Schneider
Robert Peter Schneider (Kaapstad, 9 maart 1971) is een Amerikaans muzikant en producent. Hij is de sleutelfiguur achter de indiegroep The Apples in Stereo en was de vaste producent van Neutral Milk Hotel.

## Biografie
Schneider emigreerde op 6-jarige leeftijd met zijn familie van Kaapstad naar Ruston in Louisiana, waar hij op de basisschool Jeff Mangum leerde kennen. Hij was samen met Mangum een van de originele leden van de The Elephant 6 Recording Company, een collectief van bevriende muzikanten met een voorliefde voor alternatieve muziek.
Na de middelbare school verhuisde hij naar Denver in Colorado. Hier richtte hij The Apples in Stereo op en produceerde hij de enige twee albums van Neutral Milk Hotel, On Avery Island uit 1996 en In the aeroplane over the sea uit 1998. Als producent leverde hij een aanzienlijke bijdrage aan het geluid van Neutral Milk Hotel.
Naast zijn muzikale projecten doet Schneider wiskundig onderzoek aan de Emory-universiteit.